# Elissoma lauta
Elissoma lauta är en tvåvingeart som beskrevs av White 1916. Elissoma lauta ingår i släktet Elissoma och familjen vapenflugor. Inga underarter finns listade i Catalogue of Life.